# 榎本三恵子
榎本 三恵子（えのもと みえこ、1948年7月4日 - ）は、田中角栄元総理大臣の筆頭秘書官であった榎本敏夫の元妻、元タレント。旧姓、細田。長男は元東京都北区議会議員の榎本一（）。
1981年10月28日、東京地方裁判所で開かれた戦後最大の疑獄事件と言われるロッキード裁判丸紅ルート公判で検察側の証人として出廷、田中角栄被告の5億円受領を決定的に裏付ける内容の証言を行い、日本中を騒然とさせた。また記者会見でのマスコミとのやりとりから出てきた「ハチの一刺し」という表現が話題になり流行語にもなった。その後、突然雑誌に自身のヌード写真を披露したり、タレントや女優に転身してバラエティ番組やテレビドラマに出演したりと様々な話題を提供した。身長は171センチの長身でその美貌も当時、話題となった。

## 経歴

### 生い立ち
1948年7月4日、富山県滑川市に兄一人、姉一人の末っ子として生まれる。生家である細田家は二代続いた薬の配置販売業を営んでおり、顧客の家庭を回って薬箱に使用された分の薬を補給して歩く、いわゆる富山の薬売りであった。祖父が一代で築いたという売薬業は滑川では五本の指に入る大きさであったが、父の代から配置売薬というシステムが徐々に崩れ始め、薬販売の近代化路線に取って代わられ、一家の事業は縮小を余儀なくされる。
1955年4月、滑川市立寺家小学校へ入学、同校卒業後は母親と二人で富山市内に住み、1961年4月、富山県内でも名門として知られた富山市立芝園中学校に入学、水泳と陸上に夢中になるが二年の時、胸部疾患で三ヵ月入院、治療を含めて一年間休学する。三年の頃には病弱だった父を亡くし、一家の暮らしは母親が支えることになる。中学卒業後、1965年4月、富山県立女子高等学校商業科へ入学するが、一年二学期の終わりに扁桃炎を手術、経過がよくなく欠席日数が多く二年に中退する。その年の1966年9月、18歳で上京、姉の夫の姉が銀座で経営している高級クラブ『かみしま』で、レジ係やおしぼり作りなどをして働き始める。

### 総理大臣筆頭秘書官の妻へ
1966年の秋、店の裏通りのラーメン屋で一人食事をしていた時に、当時自民党幹事長だった田中角栄の秘書の榎本敏夫に見初められる。店は『来々軒』で、食べ終わって店を出ると連れの一人が追いかけてきて、働いている店名を聞かれたという。榎本敏夫を見た第一印象は「ちっちゃい人だなあ」というものだった。「君は背が大きい。僕はちっちゃい。だから相性が合うんだ」と言われた。一度の離婚歴があった榎本敏夫は、翌日から店に通い始めてカウンターで水割りを二、三杯飲んでいくのが日課になり、ある日、店に名刺を置いていった。その名刺の肩書には『自由民主党幹事長 田中角栄第一秘書官』と書かれており店内が一気にどよめいた。そして後日、榎本敏夫は三恵子に「僕の秘書にならないか」と突然持ち掛け、履歴書を書くように言いつけ、てっきり就職のためと思い込んだ三恵子が榎本宅へ履歴書を届けに行ったところ、いきなり向こうの両親に引き合わされ、結婚のための面談となる。その時、榎本敏夫は40歳、三恵子は18歳で22歳も年の離れているということで結婚は家族から猛反対されるが、榎本の「田中先生を総理大臣にする」という熱意に三恵子は打たれて結婚に踏み切る。また、中学生のころに父を亡くしていた三恵子は、「自分は父性愛に飢えていたから」と、年の差のある夫に惹かれたことの理由として上げている。式はその年の12月9日、田中角栄の仲人で、ホテルニューオータニで行われ、14日に婚姻届を提出したが、その日まで榎本敏夫は三恵子の18歳という年齢を知らなかったという。
1968年8月9日に長男、1971年5月に次男、1973年1月に三男を出産する。
1972年7月5日、田中角栄が自由民主党総裁に当選し、総理大臣筆頭秘書官の妻となった三恵子は電話で報告を受け、涙を流した。そして陳情に来る人物や財界の頂点にいる側近などに対して、夫と共に接触して付き合っても問題ないかどうかなどを忠告するなどの役目を負う。後に丸紅ルートと言われ、裁判でも大きな焦点となる5億円の受け渡しを行った、大手総合商社の丸紅のIに関しては、付き合いは止めて欲しいとの忠告はその時すでにしていた。その時の榎本敏夫の返事は「君がそう思うなら間違いないだろう」というもので、それ以来、Iからの電話は家へかかって来なくなった。

### ロッキード事件の発覚と離婚
しかし1976年2月5日、ロッキード事件が発覚して、報道には頻繁にIの名前が出るようになる。自分の忠告通り榎本敏夫とIとは関係が絶たれていると思って三恵子は安堵していたが、事件の発覚以降それまで途絶えていたIから毎朝、電話がかかってくるようになる。そして後の裁判で行った証言の核心部分でもある、夫の5億円授受を肯定したという車の中での会話の後、榎本敏夫の日程表の焼却等の証拠隠滅を行った。後にマスコミから批判されるこの時の行動を「榎本家の財産を国税局に洗われて、追徴金で持っていかれるのが怖かった。三人の子供がいて何をするにもお金がいる。法に触れるのは確かだが、わが家を維持していくという使命とは別物」と語っている。その時すでに離婚の意志を固めていた三恵子は、焼却炉の煙突から登る煙を見ながら『これが私のしてあげる最後のご奉公、これからは一人で戦ってください』と思ったという。その他に国税庁が動くと察知して脱税に引っかからないため、家の中に保存していた夫の趣味である計二十点、時価一億円にものぼる絵画をトランクルームに隠したり、五千万円相当の有価証券、預金などを都内の銀行を転々と移動させるなどして管理する。別れるためのはっきりした理由はなかったが、『人形の家』（イプセン作）のノラになぞらえ、「こういう毎日だけじゃなく、もっと充実した人生があるんじゃないか?」とその時の心境を語っている。しかし具体的に挙げた理由が一つあり、榎本敏夫の隠し預金口座を見たら、本人の兄弟姉妹、子供たちの名義はあるが、妻である自分の名義のものが一つもなかったことが大きく、結局、夫は10年間連れ添った自分を妻として認めていないことがわかり、決定的に気持ちが醒めてしまい、5月には離婚を前提に一方的に家を出る。そして榎本家のすぐそばの夫名義のマンションの部屋に住み、そこから毎日、子供たちの食事の世話に通う。
7月27日に田中角栄と共に榎本敏夫が東京地検特捜部に外為法で逮捕される。高血圧を理由に病院にいた夫の元に検事が来た時、三恵子はその場に立ち会っており、あらかじめ子供達のために何もしゃべらなければ父親としては立派だし、もう一度やり直してもいいと夫に言い含めていた。
「口を割ったら子供たちの人生も狂う。逮捕されても絶対しゃべってはだめ。一言も言わないで出て来てくれたら、私は家に帰ります。公判とかマスコミ対策は一緒に戦いますから」
と夫をいさめていたものの、逮捕二日後に榎本敏夫は五億円の授受を自白してしまう（公判段階では否定する）。翌日そのことを砂防会館内で弁護士から聞かされた三恵子は裏切られたという気になり、離婚の意志を確固としたものにする。そして小菅の東京拘置所に毎日のように通うが、面会は許されなかった。私が小菅に通っているとこを夫が目にすれば、喋ってはだめという約束事の無言の意思表示になると思ったと手記には書かれている。
8月17日、田中角栄と共に保釈された夫と三週間ぶりに病院で対面し、「君の言うとおりだった。もう一度一緒にやり直したい」と土下座までして離婚は考え直すように懇願されるが、拘置所では絶対にしゃべらないという約束を反故にされたことから、三恵子は「もう手遅れでしょう」と拒絶した。

### 田中角栄からの呼び出し
9月上旬、田中角栄から秘書を通じて「目白邸に来て欲しい」と電話があり、二人きりで話をすることになる。ここで三恵子は夫が自白してしまったことを田中に詫びた。また田中から夫ともう一度やり直すようにと説得されるが、妻として事件はどこまで知っているのかという探りを入れられていると感じ、離婚したい理由をいくつか創作する。会見の時間は2時間にも及び、離婚を思いとどまるようにと強く言い含められるが自分の意志は固いことを告げる。「子供はどうする?」と聞かれた時は、夫から子供を取り上げたら生きることができないだろうとの判断から、「子供は置いていきます」との結論を出す。子供への愛情がなくなったのではなく、兄弟は皆そろっていることが幸せで、3人のうち誰か一人だけをと言う訳にもいかないし、かと言って自分一人で3人の子供を育てることは経済的に不安があること、水商売をするにしても幼い子供たちにいい環境ではないとの判断で、それ以後、常にハンドバッグの中に3人の子供たちの写真をしのばせていることを明かしている。後のテレビ（『報道特集』『小川宏ショー』）のインタビューでは、会えなくなった子供の話に及ぶと涙が止まらなくなるという一幕もあった。そして田中から「何かの足しに」と餞別として50万円を受け取り、玄関まで見送ってもらったのが最後で、次回は法廷で顔を合わすことになる。
その後、夫に追い出されるようにマンションから出た三恵子は、銀座の時働いていた店を経営する義姉の家に1年ほど居候した後、文京区のマンションを購入し一人住まいを始める。

### 離婚をめぐるトラブル
1977年10月29日、双方弁護士を立てての話し合いで協議離婚が成立するが、その後も榎本姓を名乗ることにする。その理由は「子供たちが大きくなった時、訪ねてくる道標としてつながりを断ちたくない」というものだった。離婚協議書によれば、慰謝料は2千万円、茨城県にあった土地の財産分与、月2回くらい子供と面会することを認める、別居したときに仮住まいした榎本宅の近所のマンションの一室を渡すことなどがある。しかし、子供には会わせてもらえず、茨城県の土地は市街化調整区域に編入され、ほとんど無価値になってしまったため、土地を榎本が5千万円で買い戻すという要求を出したが、それらの約束とも履行されることはなかった。これが後々まで尾を引くことになり、そのことが証言台に立つきっかけともなる。そして三恵子は、榎本側が自分のことを「財産を持ち逃げした女」「しきりに金銭を要求してくる女」「ヒステリー持ちの女」との噂を流しているのではないかと神経質になっていく。

### 再び銀座の女として
三恵子は元代議士秘書がやっていた会社に一週間ほど勤めたのち、1977年5月から再び義姉の店、『かみしま』で今度はレジ係ではなくホステスとして働き始める。1979年1月からクラブ『エルマーナ』に移り、2月にはクラブ『セビアン』にスカウトされる。この店で後に再婚することになる5歳年下のFと知り合った。Fとは元俳優で、『ケーキ屋ケンちゃん』（TBS）にジャンボという名前の出前持ちの役柄で出演しており、身長183センチ、体重は130キロはあると思われる巨体の持ち主で、私生活でもジャンボと呼ばれている男である。Fは劇団いろはに所属していた経歴があり、当時は北海道の実家で鰻の養殖業を営んでいたという肩書であった。特撮番組、『ダイヤモンド・アイ』やホームドラマ、『パパ愛してる!!』にもレギュラー出演している。三恵子は後に胸にジャンボの頭文字であるJの文字の入ったペンダントを絶えず身に着けるようになる。店では源氏名は使わず榎本三恵子の名で通した。
1980年1月から再びスカウトされて、クラブ『エミール』で30人余りのホステスを取り仕切る雇われママとして働くなど、銀座を転々としていたが、6月末には店を辞め港区でFと同棲生活に入る。

### 田中角栄へ直訴
1981年5月、榎本敏夫が離婚の協議事項を守らないことに対して、田中角栄宛てに配達証明付き直訴状を書く。この手紙の中では、その時、地検に呼び出されていることを示唆して「榎本の仕打ちに対する憎さから、いつ爆発するやら不安でなりません」としたためており、話が前に進まないようであれば、口を割ってしまうかもしれないと暗示した。手紙の最後には「驕るなかれと榎本に伝えてください」と対決姿勢を明確にしたにも関わらず、仲介者を挟んで三恵子に伝えられた返事は、「これはあくまで夫婦の話で私（田中角栄）が関与することではない。どのようにでも夫婦間でなすって下さい」というそっけないものだった。これが榎本三恵子が最終的に検察に全面協力するという引き金となる。しかし後の会見で、この手紙が本当に田中角栄の手元まで届いたのか疑わしく、側近の人が勝手に処理したのではと言っている。

### 検察側の事情聴取
ロッキード事件は児玉、小佐野ルート、丸紅ルート、全日空ルートの三つに分かれており、榎本三恵子が証言したのは丸紅ルート公判の場である。この時点で丸紅のIはすでに法廷で田中側に5億円を渡したことを認めており、榎本敏夫に5億円を4回に分けて路上やホテルの玄関先、Iの自宅で段ボール箱などに入れて手渡し、そのつど目白の田中邸へ運び込まれたということを、1980年9月17日に行われた第百八回公判で証言していた。それに対して田中側は榎本敏夫のアリバイを主張して反論し、30人もの弁護団を組み現金授受をかたくなに否定していた。
1981年5月6日、榎本三恵子は初めてロッキード事件に関して検察側の事情聴取を受け、以後、証言台に立つ前日の10月27日まで9回にわたって呼び出される。最初の2回は三恵子は検察に対しては非協力的で、代理人を通して榎本側に「今、検事の取り調べを受けているが、そちらが誠意ある姿勢を示せば有利になるような返答をするが、さもなければ洗いざらい話してしまいます」と伝えている。その田中角栄に出した直訴状の返答待ちなので、田中側と不利な争いは避けたかったからだが、納得する返事がもらえなかったのと、検事から「田中角栄という人の功績なり努力は認めるが、やはりしてはいけないことはある。ここでハッキリと白黒つけないと司法というものは成り立たず、今後一切、政界には手が出せないという、何をしてもまかり通る世の中になってしまう」と言われ、大きく心変わりをした。そして次第に事件の核心にかかわる供述をし、必要とあらば法廷に出て証言してもいいのではと思い始める。その時に「榎本の家から何か証拠物件が出てきたのか?」という三恵子の問いに、検察からは何も出ないと言われると「私自身が罪に問われるかもしれないが、私が全て始末しました」と告白する。子供も榎本側にいるし元夫婦という立場を考えると、証人になってもらうのは忍びないという検察に「法廷に出させて下さい。決心した以上、不発にはしないで下さい」と自ら陳情する。ただし裁判では榎本止まりにして、田中先生にまで累が及ばないようにして欲しいというのが条件だった。政界やマスコミには次第に、検察はすごい隠し玉を持っているとの噂が流れ始め、その正体が榎本三恵子の証言ということが10月28日の法廷で明かされた。

### 検察側の証人として出廷
10月21日、榎本三恵子の出廷を通告された田中弁護団は、裁判所と検察側に「三児を被告人の元に残して離別した間柄で、特殊な性格の持ち主であることから、現在もなお被告人をいろいろな面で悩まし続けている関係にあり、公平な証人として適格性を有するものとは到底考えられない」「三児の実母まで検察側証人として法廷に立たせるのは榎本被告にとって耐えられない苦痛である」「親子間、夫婦間の人情に反する証人申請は前例がない」と激しく反発、意見書を提出した。
10月28日、東京地裁の701号法廷での第百四十六回ロッキード裁判、丸紅ルート公判が開かれた。検察側の冒頭陳述は「榎本敏夫は昭和48年8月10日から49年3月1日までに、4回に分けて元丸紅専務、Iから5億円を受け取り、その都度、東京目白の田中邸へ運び込んだ」というもの。これに対してこれまで榎本敏夫は各回について現金授受を否定、アリバイを主張していたが検察は反証を続けてきた。10月7日以降12人の証人を繰り出し、榎本敏夫のアリバイ崩しの立証を続けてきた検察は、その最後の証人としてこの日、榎本三恵子を出廷させた。証人席の三恵子の3メートル程近くの被告人席にかつての夫、榎本敏夫と田中角栄、真向かいに丸紅のIが座っていた。

#### 五億円授受を決定づけた車中での会話
検事「丸紅のIとの交際について榎本に何か忠告したことは?」
検事「ロッキード事件が報道され始めた時どう思ったか?」
検事「どんな金だと思いましたか?」
検事「証拠を焼いたことがあるのでは?」
これに対し、田中側の弁護人は証言席の三恵子に、三人の子供が現在、榎本敏夫宅にいることを確認しただけだった。これを三恵子は子供達は人質に取られているという無言の脅迫のように受け取った。検事とのやり取りは時間にして20分程で、榎本被告が金銭授受を認めたと言った時は法廷内がどよめきに包まれた。三恵子が退廷した後、田中側の弁護人は「榎本被告の家には三人の幼い子供がおり、両親のことが大きく報道されると小さい胸を痛める。元夫人を証人で出したことについて、こうまでしなければ立証できないのかと暗然たる思いがする。これ以上、反対尋問を重ねるのは到底忍びない」と言い反対尋問はしなかった。しかし後にマスコミに向かって「検察は何を血迷ったのか。あんな大人げない真似をするとは。とにかく不愉快」と怒りをあらわにした。検察は「補充捜査の過程で接触し、何回か説得を重ねて証人に立つことの了解を得ており、私怨などから証言をするということはありえない」と胸を張った。
その夜、三恵子は担当検事から「三恵子さん、よくやったとの電話が検察の方に数多く入りました。そういう国民の反応をお伝えします」と電話をもらった。

#### その他の証言
- 夫はそれまでは宴席を重ねて酔って帰ってきたのに、Ｉさんからの電話がかかってくるようになってからは酒を飲んで帰ってくるようなことはなくなりました[8]。
- 夫はＩさんからの電話が盗聴されているかもしれないので、かかってきたら別名で取り次いでくれと言いいました[8]。
- Ｉさんとの交際を断ったと言ったのになぜ付き合っていたのかと夫を責めたら、「君の言うことはもっともだが、上で動き出したことは一介の宮仕えの僕にはどうしようもないことだ」と言いました[8]。

### ハチの一刺し発言
証言を行った日、慌ただしくいくつかのマスコミの取材に応じて内部告発に踏み切った動機などについて語った。
「4年間ずっと田中側の冷たい態度と中傷に耐えてきたが、権力によって真実が曲げられるのを防ぎたかった。子供を取られ女の幸せを守れなかった私が、国民の一人として何ができるかを考えた。証言した理由には私的な面と社会正義からのと二つがあり、私的な面とは離婚後、子供たちに会わせてもらえなかったことで、社会正義に関しては、権力の下にいて何でもできるという元夫を許せないということ。田中先生には敬意を抱いているが、その周りが司法当局にまで圧力をかけたり、多くの人々がその権力を気にして躊躇したり、証言を拒んだりしているのを無視できなかったことが理由です。また榎本氏が自分のことを『財産を持ち逃げした女だ』という噂を流布していることに、プライドを傷つけられたことも理由の一つです。しかし元夫の口から一言でも『申し訳なかった』という言葉があったら、私の気持ちも収まったかもしれません。子供には裁判に出たら、なお会えなくなるだろうと考えたが、それならいっそ証言台に立って子供に真実のメッセージを送りたいと思いました。現金授受の件については何年間も悩み続けたが、ここまで事件が明るみに出ている以上、国民の一人として真実を言わないと、将来苦しみ続けると思い勇気を起こしました。三権分立という国の基本が崩れ、将来国民が苦しむことにもなりかねないからです。世間一般で言えば刺したということになるけれど、田中先生はまさか女一人を相手にいじめてやろうということはないでしょう」
－ 榎本敏夫のアリバイ主張については? －
「嘘ばかりです。I被告の領収書については『表に出てはいけないものが出てしまった』と嘆息していました。証拠隠滅は榎本が当然やるところだったが、動転して毎日『どうしよう』と言うばかりで私がやらざるをえなかった。今日、証言したことは検察庁で供述したことの5分の1に過ぎないし、私の証言に根拠がないと反証してくるなら、立証するためいつでもまた法廷に立ちます」
－ 証言に際しての覚悟は? －
「蜂は一度刺したら死ぬと言うが、私も同じ気持ちです」
と締めくくった。この台詞は流行語にもなって、以後、榎本三恵子を語るときは必ずハチの一刺し、女王蜂、女バチというキーワードがついて回ることになる。

### 証言に対する反響
翌日の日本の大手新聞である朝日新聞、読売新聞、毎日新聞、産経新聞、東京新聞は皆この証言と記者会見を一面トップで扱い、駅の売店では新聞が飛ぶように売れ、その衝撃は日本中を駆け巡った。
野党各党は「5億円受け取りの防御ラインは崩れた。田中側の証人に立った国会議員の姿勢が問われる」（社会党）、「衝撃的な証言だ。裁判全体の流れを変えるのではないか」（公明党）、「証言は田中元首相のシロ説が急転直下、クロ説に変わる重大な意味を持つ」（民社党）、「これで榎本アリバイは完全に崩壊した」（共産党）と一斉に三恵子証言を支持した。
マスコミには「日本女性がかくも強くなったか、とてもうれしい」「勇気ある証言に拍手」「庶民が汚職を追いつめた」「告発理由は正義以外何物でもない」「従来の女性観を変えるほど清新なものに映った」という称賛の電話が多数寄せられたが、そのほとんどが女性からである。男の感想としては「女は怖い」「長年連れ添って来た仲なのに」「お互いに身辺はきれいにしないといけないな」と困惑したものが多かった。

### 証言が与える影響についての憶測
各マスコミは、この証言が各方面へ与えるであろう影響の大きさを報道した。田中角栄に対しては『田中側の弁護方針は繕い難い破局を迎えた。この日で田中側の敗北は決定的になった』（朝日新聞）、『田中、榎本側のアリバイ主張は壊滅的なダメージを受けたことになり、初公判以来、一貫して否定し続けた五億円受け取りを否定する手立てはもはやないとみられ、残された道は首相の職務権限で争う以外になくなった』（東京新聞）、『身内からの決定的証言により、5億円の受け取りを全面否認し榎本敏夫のアリバイ主張を中心に展開してきた、田中角栄の無罪主張は根底から覆る形勢となった』（読売新聞）、『5億円受領の否定を中心に争ってきた田中弁護団は反証戦略の大転換を図らない限り、一審有罪は免れない重大事態に立たされた』（毎日新聞）と完全に有罪へ傾いていくとの指摘がなされた。政局に関しては、自民党はこれまで田中元首相無罪論、有罪論の双方を前提にして今後の政局の道筋を立ててきたが、これによって田中有罪論を前提としたものに再構築するという方向に舵取りをしていくと予測された。特に各派閥の力関係が変わることが指摘された。当時、田中角栄は自民党史上空前の大派閥に膨張しており、本人も公的な会合に徐々に出席しだすなど復権の機運が高まっていた時期だけに、田中派を後ろ盾としていた鈴木政権や他の派閥に衝撃を与え、内閣改造や次の年の自由民主党総裁選挙に影響を与えるのは必至と報道された。

### 二つに分かれた有識者の意見
この証言には様々な知識人たちが独自の見解を述べているが、それは肯定的なものと否定的なものの二つにはっきり分かれた。
肯定的な意見
「これまでの女性は権力の前には弱かったが、勇気をもって証言してくれたことがうれしい。夫とか子供といった枠にとらわれず、社会的展望に立って発言できる女性が出てきたということではないか。社会正義を主張する女性が育ってきているということだろう」－ もろさわようこ・女性史研究家
「まさに田中有罪にとどめを刺したと言える。弁護側がまともに反対尋問をしなかったのは、すればするほど墓穴を掘ることがわかっているからで、この証言の前にはもう立ち直れないだろう」－ 立花隆・ジャーナリスト
「彼女はいま一つ割り切れなかった法廷のやり取りに、はっきり答えてくれた。死ぬくらいの覚悟が必要だったと思う。私にはとてもできない。その証言には直感的に真実を感じました」－ 白石かずこ・詩人
「彼女のような女性が現れるのはうれしい。この1年間の優れた女性として賞状を差し上げたいです。ごく普通の主婦でも、彼女の取った行動に脱帽してます」－ 吉武輝子・作家、評論家
「男の人は、あそこまで話すことはないないだろうという見方が多いですが、それは甘えです。三恵子さんは、男の人が想像もできないほど追いつめられていたんでしょう。母親の命懸けの強さを感じました」－ 森山眞弓・参議院議員
「発言の中には、それなりの計算があったと思います。裏に演出家がいたとしても、三恵子さんは演出をはるかに超えた名女優です」－ 樋口恵子・東京家政大学名誉教授
「そこまで彼女を追いつめた男たちが全て悪い。窮鼠、猫を噛むということです」－ 俵萌子・評論家、エッセイスト
「親族の証言が問題になるのは身内の者をかばう時で、その反対の場合には逆に強い決め手になる。身近にいて目撃した証言内容は動かし得ない」－ 下村康正・法学者、中央大学名誉教授
「公憤だろう私憤だろうと関係はない。証言内容の確かさはいささかも損なわれるわけでもありません」－ 筑紫哲也・ジャーナリスト、ニュースキャスター
「彼女は一人の市民として真実を言ったまでで、当然のことです。世間では前の夫の悪口をいう女だとか、女の恨みで言ってるのじゃないかととらえてる風潮があるが、それははおかしい」－ 小沢遼子・社会評論家
「榎本の前妻ということで証言内容は幾分、割り引かれるかもしれないが、自分が証拠隠滅罪にも問われかねないだけに、真実を述べたといっていいだろう」－ 室伏哲郎・ジャーナリスト
「庶民の素直な声が田中の政治汚職を追いつめつつあり、我が意を得たりという思いがする。奥さんは離婚後も大変つらい問題を抱えておられると思うが、今後も正しい証言を続けて欲しい」－ 紀平悌子・日本婦人有権者同盟会長
「少なくとも、うなずいたというくだりは間接的にせよ5億円の授受を認めたことだから、有力な証拠になるでしょう」－ 岩崎四郎・弁護士、元判事
「女が怖いとかおかしいですよ。あれが当たり前なんですから」－ 大島渚・映画監督
「田中角栄に反省の色が全くない。榎本前夫人が証言台に立ったのもそのせいでしょう」－ 羽仁五郎・歴史家
「具体的に話しているし嘘を言ってるとは思えない。これで検察側は勝利し田中側は首相の職務権限で争うしかないのではないか」－ 植松正・一橋大学名誉教授
「田中派内部にもあきらめの空気が出ていますね。これまでは角さんが強気で、それが希望だったわけですが、これで希望の日も消えたという感じです。人事に対する田中の注文も効力を失うでしょう」－飯島清・政治評論家
「田中被告はとどめを刺された形になった。近来にない衝撃的なニュースだ。強大な権力を持つ検察側のやり方はマスコミは確認するのが役目だが、それでも三恵子さんの証言の衝撃力が弱まることにはならない」－青木彰・ジャーナリスト
「田中側は妙なアリバイを主張したうえに、この証言が出たのでもう争いようがなくなり、当人にとって最も残酷な結論を引っ張り出してしまった」－板倉宏・日本大学名誉教授
「証拠を焼き捨てた時も、やはり自分の旦那ですから私情が優先するのは当然で、その葛藤みたいなものを理解してやらないと。証言したその時点の彼女を評価すべき」－丸山邦男・社会評論家
否定的な意見
「最終的には夫婦のドロ試合という感じです」－ 田丸美寿々・ニュースキャスター
「別れた旦那のことをいうのが、はたして勇気あることなのか。それがフェアなのかどうかは疑問です」－ 上坂冬子・ノンフィクション作家
「共感できない。夫の犯罪の共犯者であったにもかかわらず、そのことを正当化している。夫にシラを切れと励まし、自ら証拠隠滅を図った点については、政治家の妻として当然のことと言い、分与された財産が汚れた金であることを知りながら、そのことにはほおかむりのままである。このような不透明な人物を英雄にするわけにはいかない」－ 伊丹十三・俳優
「いろんな面で権力の恩恵も十分にこうむっていたはず。国民の義務とか社会正義とか言うなら、なぜ秘書官夫人の時代に告発しなかったのか。告発する前に国民に謝るべきではないか」－ 志水速雄・政治学者、東京外国語大学教授
「国民の義務を果たすというなら、相手のことだけでなく自らの立場を冷静に明らかにするべきでしょう。自分に都合の良いことだけを手記に書くのはおかしい」－ 森田実・政治評論家
「証言自体はそれほどの重みはない。金の受け渡しは伝聞証拠に過ぎないし、検察が彼女を出廷させたのは宣伝効果を狙ったものでマスコミを利用するのはよくない。裁判はあくまで法廷で争うべき」－ 俵孝太郎・政治評論家
「彼女の社会正義なるものは少々わからない。断固として夫に偽証を強要したときは自ら最も社会正義に違反する行為をしていたはずなのに、そういう自責は全くない。派閥の内にいる時と外に出た時でなぜそれが百八十度変わるのか?」－ 山本七平・評論家
「常識の世界では想定できない話である。総理秘書官の日程表、メモ等を夫人が勝手に焼却できるはずはない」－ 平野貞夫・政治評論家
「社会正義と言うなら、もらったなら男らしくもらったと白状しなさいと旦那に言ったのに、そうしなかったから別れると言うならスジが通る。しかしシラを切り通せと言って、それができなくて正直に白状したら、こんな男とは一緒にいられないと言って別れる。そのへんがすっきりしない」－清水英夫・青山学院大学法学部教授
当時の世論は圧倒的多数がこの証言を支持する方向に傾いた。翌日、榎本三恵子が住んでいる港区のマンションの部屋に取材陣が殺到したが、ドアには『今回の件は永い心の葛藤があっての事ですし、昨日終わってみて改めて悲しみがおそって参りました。しばらく静かにさせて頂けませんか・・・心の整理がつき次第、再びお目にかかりたく思っております』との貼り紙があり、応答することはなかった。証言の後、『週刊文春』が独占記事を書かせるため、湯河原町の旅館にかくまい他のマスコミからの接触を遮断した。その手記は『ハチは一度刺して死ぬ』という表題の下で11月12日号から5週間にわたって連載された。手記では、証言台に立ったのは「真実を貫くということの尊さを知って欲しかった」というわが子へ向けてのメッセージであることを強調している。

### 法務大臣の失言
10月30日の閣議後、記者団の「榎本三恵子さんの証人尋問について、法相はどう考えておられるのか?」との質問に奥野誠亮法務大臣は「一般的な希望」と断りながらも、元妻を出廷させたことについて「検察は社会一般から支持を受けるやり方で、公判をやっていく必要がある。人の道に外れないように留意して欲しい」との見解を示した。これは元妻を出廷させた検察当局のやり方を批判したと受け取られ、マスコミからは「田中擁護のために裁判に介入しようとするものだ」と反論の声が上がった。共産党は「この発言は検察当局への圧力になり、その行動に影響を与える。裁判への干渉であり、三権分立の根本を侵すものだ」と法務大臣の辞職を要求、社会党も「事実上の指揮権発動で、司法の独立にくちばしを入れている」と罷免を求めた。これには、鈴木善幸総理大臣が「政治の場にいるものは、とかく誤解を受けることがありがちだから、私も含め言動に慎重でなければならない」と法務大臣の失言を陳謝したが、奥野法務大臣は「批判したのではない。検察は冷たいと世間から言われているので、これをなくすために人の道に外れないように心掛けるべきだと述べたまでだ」と弁明した。これに対し検察は「前夫人のプライバシー問題には一切触れず、事件に関する最小限だけのことを証言していただいた。検察は十分配慮した」と反論した。奥野法相はこれまでにも何度か田中角栄に対して同情的な発言をしており、これら一連の言動は親田中派としての姿勢を露呈させたと受け止められ、国民の側からは、「人の道に反してるのはどっちの方だ」「田中角栄の力が司法にも及んでいるのか」「正義を守るために命をかけた証言に、あんな形で批判するのは許せない」と、奥野法相の発言に対して批判が相次いだ。11月4日、鈴木首相は再び「公判の維持などの必要上から、裁判所の承認を得て行ったのであろうから問題ではない」と三恵子証言を肯定し謝罪した。

### 注目を集めた記者会見
11月4日、榎本三恵子はNHKに「今回を最後に今夜、記者会見をしたいので各報道機関への連絡、時間、場所をセッティングして欲しい」と電話を入れる。NHK側は独占でやりたいと申し入れたがそれを拒否、急遽NHKの仕切りでホテルオークラ東京で記者会見を行うことになり、そこには200人近い報道陣が集まった。会見場には映画監督の大島渚や『文藝春秋 (雑誌)』に『田中角栄研究-その金脈と人脈』を書き田中金脈問題の急先鋒であった立花隆、また各テレビ局のアナウンサーも姿を見せ、この会見を仕切ることになったNHKの代表質問からインタビューは始まり、その後でマスコミ各社とのやり取りとなった。
「妥協のない女だと社会の片隅に追いやられると思っていましたが、見ず知らずの人達から温かい励ましをいただいてありがたいと思っています。元夫を憎くて証言したわけではありません。別れても相手の人格は認めたい。夫婦間に年齢差はあったが、年若い女房を理解して欲しかった。法廷に立った理由は格好良すぎるかもしれませんが、やはり社会正義という一言に尽きます。証人として立ったということで子供達には二度と会えないだろうということは覚悟しています。あたくしが投げかけたメッセージを三人の男の子が、しっかりと受け止めて欲しい」
－ 書類を焼くなど証拠隠滅した行為は、社会正義の為とは相反するのではないか? －
「その当時は権力の中枢で生きてたし、扶養されてもいたので。でも時間が経ち、物の考え方、受け止め方も変わってきたので。榎本氏との離婚後の話し合いがうまくいっていれば、丸く収めたかったし法廷には出なかったでしょう」
－ 奥野法相が「人の道に反する」と検察を批判したことはどう受け止めているのか? －
「裁判の証言を国会が問題にすることが理解できません。正しいこと、真実を語るのは国民の義務です。人の道に外れているかどうか、ご批判は自由ですが。蜂は一度刺すと自分も死ぬと言いますが、人を刺すという行為は失うものが大きいです」
－ 蜂の針で刺したのは田中角栄ですか? －
「ロッキード裁判の法廷にいらっしゃる方々、全てです」
この日もハチの一刺し発言が発せられた。ここでは社会正義と国民の義務という点が強調されたが、マスコミの関心はロッキード事件の真相のことよりも、離婚の原因や同棲している婚約者の存在など、もっぱら榎本三恵子の私生活に集中した。会見は三恵子が『週刊文春』に書いた手記の発売日の前日に行われており、要所要所で「詳しいことは手記に書きました」「手記をお読み下さい」と言葉を濁したことで、文春側が仕組んだ宣伝ではないかというしらけた雰囲気が現場に漂った。これにはやはり後に出版された本の中で、「全ては週刊文春の手記に書いてあります」と答えて欲しいという文春側の注文があったことを明かした。

### 元夫の反論
16日、丸紅ルートの第百五十二回公判で榎本敏夫が、元妻の証言に全面的な批判を展開した。まず最初に「子を捨てて別れたあの人のやり方は胸にこたえた」と率直な感想を述べた。5億円受領を認めたという点については、「妻に『どうしよう』と相談したことは全くないし、Iとの交際を止めるように忠告を受けたこともなければ三木総理の名前を出したこともない」と語り、田中角栄と丸紅のI専務のパイプ役と言われたことについて、「検察に言わされてるのではないか。（元妻は）恥ずかしいことだが常識のない人」と批判した。離婚の原因について聞かれた時には「たくさんあるが悪口になるので」と話を避け、関係性がこじれていることを示唆した。
12月10日、都内のホテルで開かれた『国防を考える会』で、約2千人の出席者を前にした田中角栄は「外敵から攻められれば抵抗するのは当然のことだ。人間は寝ている時でもアブや蜂が来れば叩く」とたとえ話に置き換えた後、「アブはいいがハチはちょっとまずいな」と言って会場を笑わせ余裕を見せた。
12月21日、持病の高血圧があった榎本敏夫は執務中、急にろれつが回らなくなり、手にしびれを感じたために救急車で病院に運び込まれた。脳溢血と診断され以後、左半身が不自由となる。病院側は「原因は心労、疲労が重なったためで一週間の絶対安静、二、三週間の入院が必要」と診断したが、これはマスコミに「ハチの毒が回った」と書かれた。榎本敏夫の弁護団も、この時期に倒れたことについて「前夫人の三恵子さんの言動に対する心労が原因」とした。

### 再婚と海外脱出
その後、手記を出版するために熱海市の旅館に缶詰となる。その本は3人の子供たちに捧げられており、『遺しておきたいこと－女・愛・生・死－』（青春出版社）として出版され、13万5千部を売るベストセラーとなった。
『報道特集』のインタビューを収録したきっかけで知り合ったTBSテレビのディレクターへ「ニュージーランドでFと結婚式を挙げるため、こっそり日本を出たいので協力して欲しい」と相談を持ち掛け、三恵子とFは12月1日、TBSのスタッフと極秘にニュージーランドに到着、翌々日にクライストチャーチ市のセント・バルナバス教会で新郎新婦の二人だけの式を挙げた。ところが帰国する段階になって三恵子は「この国が気に入ったので、しばらく滞在したい」と言い出し、テレビクルーだけが日本に帰ることになった。日本では榎本三恵子が結婚するというニュースがすでに公になっており、成田空港には二人の到着を待つ他のテレビ局が出動する騒ぎになったが空振りに終わった。その結婚式の模様は『報道特集』（1981年12月12日）で放送された。
ところが12月末、この結婚式の時のFの写真を週刊誌で見て、この男から詐欺にあったという被害者が現れ警視庁に告発する騒ぎとなった。不動産業者からコンサルタント料の債権取り立てを依頼されたFが、相手方から4百万円の和解金を受け取りながら、その金を依頼主に渡さず姿をくらましたというものだった。
ニュージーランドで二人はオークランド市から車で10分ほどの所の高級住宅地に家を借りて、釣りをしたり泳いだりの優雅な生活を送った。二人が日本へ帰ってきたのは約一年後の1982年10月20日で、成田で待ち構えていた報道陣に、すでに夫が告訴されているのも知っていると語った。その後すぐ事情聴取ということでFは警視庁に呼ばれ、そのまま逮捕されてしまい、三恵子はかつて榎本敏夫が入った小菅の東京拘置所に差し入れに通う日々を送った。この突然の逮捕には、三恵子は田中側からの圧力があったのではといぶかっている。しかし12月24日、保釈されたFを三恵子は迎えには行かずに電話で別れ話を切り出し、その後二人は直に会い離婚することで合意する。離婚の理由としては「子供たちを引き取って母親として生きたいから」というものだった。しかし正式には入籍していなかったので内縁関係の解消ということであった。

### 身の危険に対する不安
三恵子は証言したことによって、自分の身が危険にさらされるという不安感を絶えず抱くようになり、「安心して生きていくため」と芸能界の世界に入る。証言後、ニュージーランドへ行き1年近く日本を離れていたのも、田中側から報復されるかもしれないので日本にしばらく帰国したくないとの理由もあった。実際ロッキード事件では関係者が何人も不審な死を遂げており、自身も殺されるのではという危惧を抱き始める。榎本敏夫が自白した直後に田中角栄の運転手で、幹事長の時は榎本敏夫の担当運転手であったKが自殺しており、Kも検察庁から取り調べを受けていた。これには自殺と片付けるには不可解な点が数多くあり、三恵子も自殺ではないと推論している。「外から帰ってドアを開けた時、部屋の中に誰かが待ち伏せしてるのじゃないかと覚悟をする毎日だった」と言っており、その後テレビに出たりヌードになったのも、世間の耳目を集めることによって、身の安全を確保するためとしている。国会でも近藤忠孝参議院議員が「榎本前夫人の身辺を心配する向きがずいぶんあり、警察並びに法務省として御心配はしていないのか?」との論議がなされたこともあった。

### タレント活動
突如、1983年8月号の『ペントハウス (雑誌)』で加納典明の撮影でヌードになる。この雑誌は発売前から大反響となり、即日完売という売れ行きとなった。表紙は上半身裸で、黒いサテンの手袋だけをした右手を高々に掲げた写真が使用されており、このポーズは榎本三恵子自身の要求で、「これはロッキード証人である私自身への訣別メッセージです」というコピーが躍った。もう一つの要求した太陽に抱かれたポーズを撮るため、場所はハワイが選ばれており、加納典明は、「これまで自分が撮った中で一番スキャンダラスな写真。僕も榎本さんを撮影することで、日本の歴史的政治事件に関わったのだという自負があります。写真家はきれいなヌードだけを追求するのではなく、時代の証明を残すのが仕事だと思います」と語った。10月号にもヌード写真が掲載され、PENTHOUSE増刊で写真集（1983年10月5日発売、講談社）も出版された。こちらも加納典明の撮影だが、一転して京都で撮られており和風の仕上がりになっている。息子たちが自分のヌードを見るかもしれないということに関しては、「そのことでショックを受け、それを乗り越えられない息子だったら、私の息子じゃない」と言い切っている。これはハチの一脱ぎと言われた。
再び榎本三恵子の元には取材が殺到し、6月から芸能事務所のビーイングに所属する。「私の顔と名前は日本中に知れ渡って、もうプライベートな生活は不可能。それならマスコミを味方に生きた方が安全」と精力的に芸能活動を始める。
『オレたちひょうきん族』（1983年7月9日放送、フジテレビ）にゲスト出演後、蜂の着ぐるみを着て『昆虫物語 みなしごハッチ』（テレビアニメ、フジテレビ）のテーマ曲の一節を「行け行けハッチ、三恵子のハッチ♪」と替え歌にした曲と共に登場し、『タケちゃんマン』に扮したビートたけしを長い針で刺すなどのパフォーマンスでレギュラー出演し、お茶の間を笑わせた。「蜂の格好を提案したのは私の方です。あの榎本三恵子だとわからせるには、それ以外ないでしょう」と言っている。
1983年8月8日、『森田一義アワー 笑っていいとも!』（フジテレビ）の1コーナー、『テレフォンショッキング』に出演。
8月25日『三枝の爆笑美女対談』、9月7日『三枝の愛ラブ!爆笑クリニック』（いずれも関西テレビ）に出演。
連続ドラマ、ライオン奥様劇場『疑惑の女』（1983年10月31日-12月2日放送、フジテレビ）に女優として出演し、法廷の証言席に立つというシーンも演じた。「私の名前は全国に知れ渡っており、消そうにも消せないので利用させていただこうと思います」とタレント活動に意欲を見せた。役者としては「台詞は全部覚えてくるし、いい女優さんぶりです」とのスタッフの評価を得た。
ドラマ『虹へ、アヴァンチュール』（1983年11月28日放送、テレビ朝日）に出演。「女優は楽しいわ。役柄が私に合っているから勝手気ままにやりました。私の複雑な人生経験を上手に出せる役者になりたい。目指す女優は杉村春子さん。10月12日（ロッキード事件一審判決が出た日）を境に女優という職業で生きていこうと決めました」と女優業を本格化させる決意を見せた。
1984年2月27日、『徹子の部屋』（テレビ朝日）に出演。週刊誌などでは五月みどりや愛染恭子、丸茂ジュンらとの対談で、性の話を臆面もなく語るなどして芸能人としてのキャラクターの幅を広げた。
全日本プロレス所属のプロレスラー、阿修羅原とのデュエット曲、『恋遊び』（ニューセンチュリーレコード）を出す。
赤塚不二夫が監督したオリジナルビデオ、『ナンチャッテブル』（1984年6月発売、日本ビデオ映像）に出演、ポルノ映画ばりの濡れ場を演じた。日活もロマンポルノに榎本を引っ張り出そうとし、同じ1984年4月公開予定の三和銀行オンライン詐欺事件をモデルにした映画の主犯役に榎本を抜擢したと報道されたが実現しなかった。
『週刊サンケイ』において『榎本三恵子の「チクリ!とひと刺しサロン」』を1984年1月12日号から6月7日号まで全20回にわたって連載し、様々な著名人、文化人を招いて対談、3月11日には渋谷の西武百貨店の特設会場にて公開収録も行った。
2冊目となる著書『スキャンダルしてますか』（1984年12月20日、双葉社）を出す。
『平凡パンチ』（1985年2月4日号、マガジンハウス）で、今度は写真家の池谷朗の撮影で再びヌード写真を披露する。

### 実業家転身と出産
1985年6月26日、銀座にクラブ『パレ・セゾン』をオープンする。開店費用の5千万円は銀行からの借金であったが、わずか半年で閉店する。その後は一時、会社員になって芸能界からは遠ざかり取材にも応じなくなる。その理由を「もう以前のような私ではなく、本来の私を仕事関係者も周囲の人も理解し始めているから」とロッキード事件やタレントとしての評価はもう不要との姿勢を貫くようになる。
1990年8月から西麻布のクラブを3週間ほど勤めた後、六本木のクラブ『クロコダイル・カレント』で1991年6月まで雇われママをつとめた。12月から産休を取って3月には未婚のまま42歳で男児を出産したが、私生児で認知をしておらず、父親とは妊娠が分かったと同時に別れており、その後全く接触がないという。1985年4月から榎本三恵子は創価学会員になっており、父親も学会員ではないかと噂された。
1992年9月に渋谷区代官山町にそば屋『有栖川』を開店、自らそばを打ったり茹でたりしていたが、1994年3月末に閉店した。
1994年12月1日から、自宅近くのビルで遠赤外線を使った美容サロンを始める。「薬屋の娘でしょう。遠赤外線は自然の治癒力を高めるんです。お客さんは日に6人ぐらいです」とのこと。
1998年9月の時点では美容サロンは営業しておらず、衣料品メーカーのワコールで販売員として働いており、営業で全国を回るなど多忙で「子供が小学生でPTAの副会長もやらせて頂いてます。以前のように人前に出ることはもうありません」との話であった。

### 長男の榎本一
1999年4月、長男の榎本一は北区議会議員選挙に民主党公認で立候補。これをきっかけに三恵子は連絡をとり、選挙事務所を訪れ22年ぶりに親子再会を果たす。そして地元の商店街などを二人で一緒に歩いて遊説し支援を訴える。榎本一は最初こそ「ハチの息子」と揶揄されたが、この選挙で初当選した。三恵子の応援で浮動票が上乗せされ当選につながったと言われた。
榎本一は「両親が一緒に暮らしてほしいとは思わないし、私が仲立ちをする気もない。でも父が何と言おうと私の唯一の母です」と言い、三恵子と和解した。しかし榎本敏夫は「彼女に対する思いは変わらないし一生変わることはない。根本的に人間として許せない。今日、私がここにあるのは田中先生のおかげです。私を裏切っただけでなく先生まで裏切った。その行為によって自分の名前を世間に売り込み、ヌードにまでなった。子供にとっても育てることを放棄したから母親ではない」と根深い恨みを感じさせた。
2011年の区議選を機に榎本一は自由民主党に移り、2019年に6期目の当選を果たした。
2021年11月9日午後10時過ぎ、榎本一は上野駅付近に車をとめていたところ、パトロール中の警察官の職務質問を受けた。尿検査で覚醒剤の陽性反応が出たため、覚醒剤取締法違反の疑いで逮捕された。11月30日に覚醒剤取締法違反の罪（使用）で起訴。12月16日、辞職願を提出。同日付で辞職が許可された。

## 証言後のロッキード裁判

### 論告求刑で記者会見
1983年1月26日、丸紅ルート裁判、論告求刑で検察が田中角栄元首相に懲役5年、追徴金5億円、榎本敏夫に懲役1年を求刑した。その求刑の中で三恵子証言に触れた個所は次のとおりである。
その夜、霞が関の東京高等裁判所内の司法記者クラブで榎本三恵子は自ら記者会見を申し出、「司法の健在を示した。日本人にとっても安心できる結果だ。（私の証言がそのまま使われたことは）当然のことです。事実はゆるぎないし証言したことは正しかったと今でも思っている」と感想を述べた。榎本敏夫は脳溢血の後遺症で杖を突いて入廷しており「（元夫の）求刑は思ったより軽かったと思うが、テレビで杖を突いてる姿を見た時は、やはり感傷的になりました。お疲れ様と声をかけたやりたい心境です」といたわった。

### 最終弁論で三恵子証言を批判
1983年5月11日、東京地裁701号法廷で田中角栄、榎本敏夫が出席する中、田中側の最後の潔白主張となる最終弁論が弁護団によって読み上げられ、その中で三恵子証言にも触れられた。その要旨は「夫婦は一体であり、英米法では妻が夫の不利益となる事項に関して証言することを認めていない。離婚した場合はより複雑で公正な証言は期待できない。その内容は漠然としてあいまいで厳正な事実認定の証拠にはなりえないし、離婚の恐喝的要求を拒否されたことの報復で事実に反する」というもので、証言した際、反対尋問はしなかった理由は「法廷を泥仕合の場と化し、プラスにならないと考えたからだ」と述べられた。
9月8日、東京プリンスホテルで行われた『二階俊博を励ます東京大会』で演説した田中角栄は、日米安全保障条約にふれ、「蚊もアブも来ないと言ってちゃダメだ。私なんか服を着ていても、ハチに刺される」と言って2千人余りの出席者を笑わせた。また12日にも、同じ東京プリンスホテルで行われた二階俊博の著書の出版記念パーティーで、ゲストとして呼ばれた田中角栄は、ここでも後援者を前にして「皆さん、夕涼みしていればアブも飛んでくるしハチにも刺されますよ」と挨拶をした。丸紅ルート第191回公判一審判決を一ヵ月後に控えて多数の報道関係者が詰めかける中、さかんに三恵子証言を意識していた発言をした。

### 第一審判決公判を傍聴
1983年10月12日、ロッキード事件丸紅ルート一審判決公判が東京地裁で開かれた。田中角栄に懲役4年、追徴金5億円の実刑判決、榎本敏夫には懲役1年、執行猶予3年が下った。榎本三恵子は傍聴人席に姿を見せ、夕刻に司法記者クラブで記者会見を行い、「バランスのとれた量刑だと思います。世論のことを十分に考えたうえで出されたものでしょう。気持ちに一区切りがつきました。あんなにさびしそうな榎本の顔は初めて見ました。子供たちに、あんなに打ちひしがれた父親を見せるのは残念。今は元夫をいたわってやりたい気持ちです」と話した。

### 最高裁判決
1995年2月22日、最高裁は榎本敏夫への判決で田中角栄の5億円収賄を認定、ロッキード裁判は全て終結した。これについて榎本三恵子はマスコミに答えるのはこれが最後として「有罪判決は当然の結果じゃないでしょうか。これで私もマスコミに追い回されることはなくなるでしょうし、これからは平凡な庶民の生活を楽しみます」との感想を述べた。

## 榎本三恵子の推理

### K運転手の自殺について
田中角栄の私設秘書兼運転手だったKは1976年8月2日午前10時頃、埼玉県山中で死体となって発見された。車の中にビニールホースで
排気ガスを引き込んでおり、自殺と認定された。当時、東京地検は丸紅のI専務から田中側に渡された資金の一部をKが運んだという疑いで事情聴取中であった。Kと榎本家は家族ぐるみの付き合いがあった。これについて三恵子は「Kさんは殺されたんだと思います。自殺なんてしてません。検察の事情聴取を受けたからといって死んでお詫びする筋合いのものじゃない。一介の運転手にすぎないのですから」と断言している。その根拠として、妻の話によると、Kはいつも自宅に帰る前に電話をかけてくる習慣があったが、死んだ当日も「これから帰る」という電話があったといい、これから自殺する人が果たしてそのような電話をかけるだろうかということ、死亡推定時刻が電話のあった直後とされ、遺体が発見されたのが埼玉県の山奥で携帯電話のまだなかった時代、電話をしてから自殺するまでの時間が少なすぎるということを上げている。また、遺体の司法解剖には、父親の遺体を切り刻むのは嫌だと長男が猛反対しており、誰かが解剖を阻止するために、長男に解剖の残酷さを吹き込んだのではないかと推論している。

### 5億円について
榎本三恵子は5億円がビール箱で運ばれ、受け渡しされたことを示唆した。現金の一回目の授受があったとされる1973年8月頃から榎本敏夫の金回りがよくなり、「一億円というのはビール箱一杯ぐらいになるんだ」と夫が話したという。それについて受け渡し中、人目についたら段ボール箱なら何かと詮索されるが、ビール箱だったらビールを運んでいるで済んでしまうからという説を披露した。お金の行方については「受け渡しはあったと思うけど、違う相手に行っているのではないでしょうか。だから田中さん自身、悪いことをしたという意識は全くないと思います」と言っており、その受け渡しの場所については、田中側はホテル、ニューオータニを事務所のように使っていたことから、路上ではなくホテルの駐車場ではなかったかと推測している。またその受け渡しを否定するため法廷で証言した代議士や国会議員は、榎本と古くからの付き合いのある人物ばかりで、中には恩義を感じている者もおり、「頼まれれば出ざるを得ない訳であって、義理や何やで証人に立たされた心情というものは気の毒だが、それらは嘘のアリバイで私にはショックで偽証に立ったことは許せない」と言っている。

## 田中角栄についての見解
- 尊敬申し上げているし私の知る限りもっとも傑出した人物です。政界を退いて別の道を歩んだとしても並の人間には収まり切れないと思っています。官僚出身ではなかったというコンプレックスが今日の田中先生を作り上げたのではないでしょうか。それを克服する武器の一つがお金の力で、田中先生ほどお金の使い方の上手な人を他に知りません[3]。
- 日本人が日本人でなければいけないことに一人で戦っている人。がむしゃらに「日本はこうあるべきだ」と突っ張っている魅力があるから、自民党の皆さんが田中さんを見放さないでついていくのじゃないかと思います[63]。
- 田中さんが一番怖がっているのは自分の人気が次第になくなっていくことでしょう。『田中角栄』という文字がマスコミから一斉になくなる時を恐れているのでは?[63]
- 「田中さんはそんな小さい人ではありません[63]」（マスコミの「田中角栄に恨まれているのでは?」という質問に対して）
- まだ榎本敏夫の妻だった頃、先生（田中角栄）から直接自宅に電話がかかってくることもありますが、あれだけの人なのに「いつもお世話になっています、田中です」という鄭重さで、その物腰の低さにはいつも感心しました[9]。
- 田中角栄を語るとき榎本三恵子は時おり「オヤジさん」と親しみを込めて言うことがある[63]。

## エピソード
趣味
「唯一の趣味は車」と言い、トヨタ・マークII、トヨタ・クラウン、BMW、メルセデス・ベンツと高級車を乗り継いでいる。
妊娠騒動
タレントとして多忙だった1984年に入ってから、榎本三恵子が妊娠したのではないかとの噂が盛んに流れるようになった。子供の父親はだれなのかという憶測が週刊誌などで盛んに行われ、候補として赤塚不二夫、安岡力也、加納典明、ペントハウスの編集長などが上がったが、愛染恭子が雑誌の対談中に病院へ検査に行くように勧め、その結果妊娠はしていないことが判明した。「加納先生には写真を撮っていただいた事実はございますが、男女の関係には至らなかった。これは本当に残念です」と語っている。後に赤塚不二夫は、自分が監督したオリジナルビデオ『ナンチャッテブル』の宣伝のために意図的に流した噂だと認めた。
繰り返される不動産トラブル
Fと一緒に住んでいた東京港区のマンションの部屋の家賃、200万円を滞納したとして管理会社から告訴されていた。その第1回聴聞会が開かれたのが、東京地裁で証言をした前日の1981年10月27日であった。
1989年頃住んでいた港区のマンションの部屋に一人で住んでいた時は、当時、バブル景気で地上げ屋が敷地ごと建物を買い取ってしまい、住人は次々と追い出されてとうとう榎本三恵子一人だけになってしまうものの、立ち退きを拒否し続けた。
1996年から2002年まで母親、息子（1992年出産）と住んでいた渋谷区のマンションの家賃を滞納して裁判を起こされる。家主は立ち退き命令を裁判所から出してもらい、榎本三恵子は家財道具は全て残したまま夜逃げのような形で部屋を出た。
交通事故
1983年10月4日、都内で録画撮りの仕事を終えて乗っていたタクシーが別のタクシーに衝突し、むち打ちや肩の打撲などで治療に2年半を要したと、タクシー会社2社に損害賠償を求めて裁判を起こした。争点になったのは、当時テレビ出演料などで2,000万円以上の収入があったという休業損害額で、タクシー会社側は「急にマスコミの注目を集めた時期をもとに計算するのは間違いだ」と主張したが認められず、榎本三恵子に総額1,124万円の支払いを命じた。その後しばらく、首にコルセットをつけたままマスコミの応対をした。
芸能人としての悩み
当初は女優を目指すと宣言していたが背が高すぎることが悩みで、「かつらをつけると身長が190cmぐらいになってしまい、時代劇は無理みたいです」と長身が災いとなって出演が見送りとなったことがあった。
評価の高かったホステス時代
銀座のクラブを転々としていた時はホステスとしての成績はかなり高かった。
「銀座で20年この仕事をやっている私が見ても、あんなに凄い女性はいないですよ。彼女なら最高のママになれたでしょう。明るいし社交的で客の評判も良く素晴らしい逸材です」（クラブKのママ）、「ルックス、言葉使い、センスの良さ、どれを取っても大物になる素材でした。顧客の地位、会社、みなトップ・クラスでした」（クラブSの店長）という証言がある。
実現しなかった映画化
三恵子証言に触発されて、映画監督の若松孝二が映画化を企てた。タイトルも『蜂は一度刺して死ぬ』というもので、映画倫理機構に登録までしたが実現には至らなかった。「たかだか一人の女性によって、いろんな人や世の中がかきまわされていくのが大変爽快な話だ。日本の女性も怖いよっていうものが映画に出ればいいと思う。そのような権力にはむかっていく女を撮りたい」と若松孝二は語っていた。
酒の差し入れ
酒好きだった再婚相手のFが拘留された時、三恵子はコカ・コーラの瓶の栓を抜いて、こっそりと中に酒を入れて再び栓をして、留置場のFに差し入れをしていた。
テレビドラマへの影響
1982年1月8日に放送された『新・必殺仕事人』の第31話「主水 蜂にゴマする」では、「蜂は一度刺したら死ぬっていうけど」「あなた方夫婦でしょう。二世を誓った仲でしょうが」「女といえど正義を守るためなら心を鬼にします」などのセリフを用いたり、蜂の羽音を効果音に使うなど全体が三恵子証言を意識したつくりとなっている。
1983年4月9日に放送された松本清張原作のテレビドラマ、『土曜ワイド劇場 溺れ谷』（テレビ朝日）に「蜂は一度刺して死ぬ!」という副題がつけられた。
横領事件で話題となった女性との比較
週刊誌等には三恵子を、1981年9月5日に発覚した三和銀行オンライン詐欺事件の犯人の女性I・Mと比較して取り上げた記事が目立った。「女が総括する榎本三恵子とI・M」「1981年の話題を二分したヒロイン三恵子とI・M」「1981年は女性が世間をアッと言わせた。その最たるものは榎本三恵子とI・M」などの記事があり、2人とも1948年生まれで美人という共通項がマスコミの興味を引き比較して論じられた。三恵子もそのことを意識しており、インタビューで「I・Mさんを引き合いに出して比較されてる。I・Mは可愛いけどハチの三恵子は憎らしいと。男社会にたて突いたから」と自ら言っている。